# Kabinett Hashimoto II (Umbildung)
Das umgebildete zweite Kabinett Hashimoto (jap. 第2次橋本改造内閣, dainiji Hashimoto kaizō naikaku) regierte Japan unter Führung von Premierminister Ryūtarō Hashimoto vom 11. September 1997 bis zum Rücktritt am 30. Juli 1998. Hashimoto war am 11. September ohne Gegenkandidat zum LDP-Vorsitzenden wiedergewählt worden und bildete daraufhin das bisher regierende zweite Kabinett Hashimoto um. Bei der Sangiin-Wahl im Juli 1998 verlor die LDP 15 Sitze und verfehlte damit ihr Ziel, die absolute Mehrheit im Sangiin zurückzugewinnen. Hashimoto kündigte am 13. Juli seinen Rücktritt an, das Kabinett wurde am 30. Juli von der Nachfolgeregierung unter Keizō Obuchi abgelöst.

## Staatsminister
| Amt                                                                                              | Name                                      | Bild                | Partei | Faktion   |
| ------------------------------------------------------------------------------------------------ | ----------------------------------------- | ------------------- | ------ | --------- |
| Premierminister                                                                                  | Ryūtarō Hashimoto                         | Ryūtarō Hashimoto   | LDP    | (Obuchi)  |
| Justizminister                                                                                   | Kōkichi Shimoinaba                        | Kōkichi Shimoinaba  | LDP    | —         |
| Außenminister                                                                                    | Keizō Obuchi                              | Keizō Obuchi        | LDP    | Obuchi    |
| Finanzminister                                                                                   | Hiroshi Mitsuzuka bis 28. Januar 1998     |                     | LDP    | Mitsuzuka |
| Finanzminister                                                                                   | Ryūtarō Hashimoto kommissarisch           | Ryūtarō Hashimoto   | LDP    | (Obuchi)  |
| Finanzminister                                                                                   | Hikaru Matsunaga ab 30. Januar 1998       | Hikaru Matsunaga    | LDP    | Watanabe  |
| Bildungsminister                                                                                 | Nobutaka Machimura                        | Nobutaka Machimura  | LDP    | Mitsuzuka |
| Gesundheits- und Sozialminister                                                                  | Jun’ichirō Koizumi                        | Jun’ichirō Koizumi  | LDP    | Mitsuzuka |
| Minister für Landwirtschaft, Forsten und Fischerei                                               | Ochi Ihei bis 26. September 1997          |                     | LDP    | Watanabe  |
| Minister für Landwirtschaft, Forsten und Fischerei                                               | Yoshinobu Shimamura ab 26. September 1997 | Yoshinobu Shimamura | LDP    | Watanabe  |
| Minister für Internationalen Handel und Industrie                                                | Mitsuo Horiuchi                           |                     | LDP    | Miyazawa  |
| Verkehrsminister                                                                                 | Takao Fujii                               | Takao Fujii         | LDP    | Obuchi    |
| Postminister                                                                                     | Shōzaburō Jimi                            | Shōzaburō Jimi      | LDP    | Watanabe  |
| Arbeitsminister                                                                                  | Bunmei Ibuki                              | Bunmei Ibuki        | LDP    | Watanabe  |
| Bauminister                                                                                      | Tsutomu Kawara                            | Tsutomu Kawara      | LDP    | Miyazawa  |
| Innenminister Vorsitzender der Nationalen Kommission für Öffentliche Sicherheit                  | Mitsuhiro Uesugi                          | Mitsuhiro Uesugi    | LDP    | Obuchi    |
| Chefkabinettssekretär                                                                            | Kanezō Muraoka                            | Kanezō Muraoka      | LDP    | Obuchi    |
| Leiter der Behörde für Management und Koordination                                               | Kōkō Satō bis 22. September 1997          |                     | LDP    | Watanabe  |
| Leiter der Behörde für Management und Koordination                                               | Sadatoshi Ozato ab 22. September 1997     | Sadatoshi Ozato     | LDP    | Miyazawa  |
| Leiter der Verteidigungsbehörde                                                                  | Fumio Kyūma                               | Fumio Kyūma         | LDP    | Obuchi    |
| Leiter des Wirtschaftsplanungsamts                                                               | Kōji Omi                                  | Kōji Omi            | LDP    | Mitsuzuka |
| Leiter der Behörde für Wissenschaft und Technologie                                              | Sadakazu Tanigaki                         | Sadakazu Tanigaki   | LDP    | Miyazawa  |
| Leiter der Umweltbehörde                                                                         | Hiroshi Ōki                               | Hiroshi Ōki         | LDP    | Obuchi    |
| Leiter der Behörde für Staatsland                                                                | Hisaoki Kamei                             | Hisaoki Kamei       | LDP    | Miyazawa  |
| Leiter der Behörde für die Entwicklung Hokkaidōs Leiter der Behörde für die Entwicklung Okinawas | Muneo Suzuki                              | Muneo Suzuki        | LDP    | Obuchi    |

## Rücktritte
- Finanzminister Mitsuzaka trat am 28. Januar 1998 infolge eines Korruptionsskandals zurück.
- Landwirtschaftsminister Ihei trat am 26. September 1997 nach einem ischämischen Schlaganfall zurück.
- Der Leiter der Behörde für Management und Koordination Satō trat am 22. September 1997 zurück, nachdem seine Verwicklung in den Lockheed-Skandal bewiesen worden war.